# Cyphonia
Cyphonia (лат.) — род равнокрылых насекомых из семейства горбаток (Membracidae). Неотропика.

## Распространение
Встречаются в Южной и Центральной Америке: Аргентина, Боливия, Бразилия, Венесуэла, Гватемала, Гайана, Гондурас, Колумбия, Коста-Рика, Мексика, Никарагуа, Панама, Перу, Суринам, Тринидад, Эквадор.

## Описание
Длина тела менее 1 см (4,1 — 8,4 мм). Пронотум вздутый, несёт крупные боковые заострённые плечевые рога. Задний пронотальный отросток с двумя шипами позади плечевых углов; отросток заканчивается одним простым или луковицеобразным отростком с тремя острыми шипами. Этот род зарегистрирован как одиночный, но в Колумбии его находили в группах из трёх или четырёх особей. Есть данные о связи с муравьями и многими растениями-хозяевами

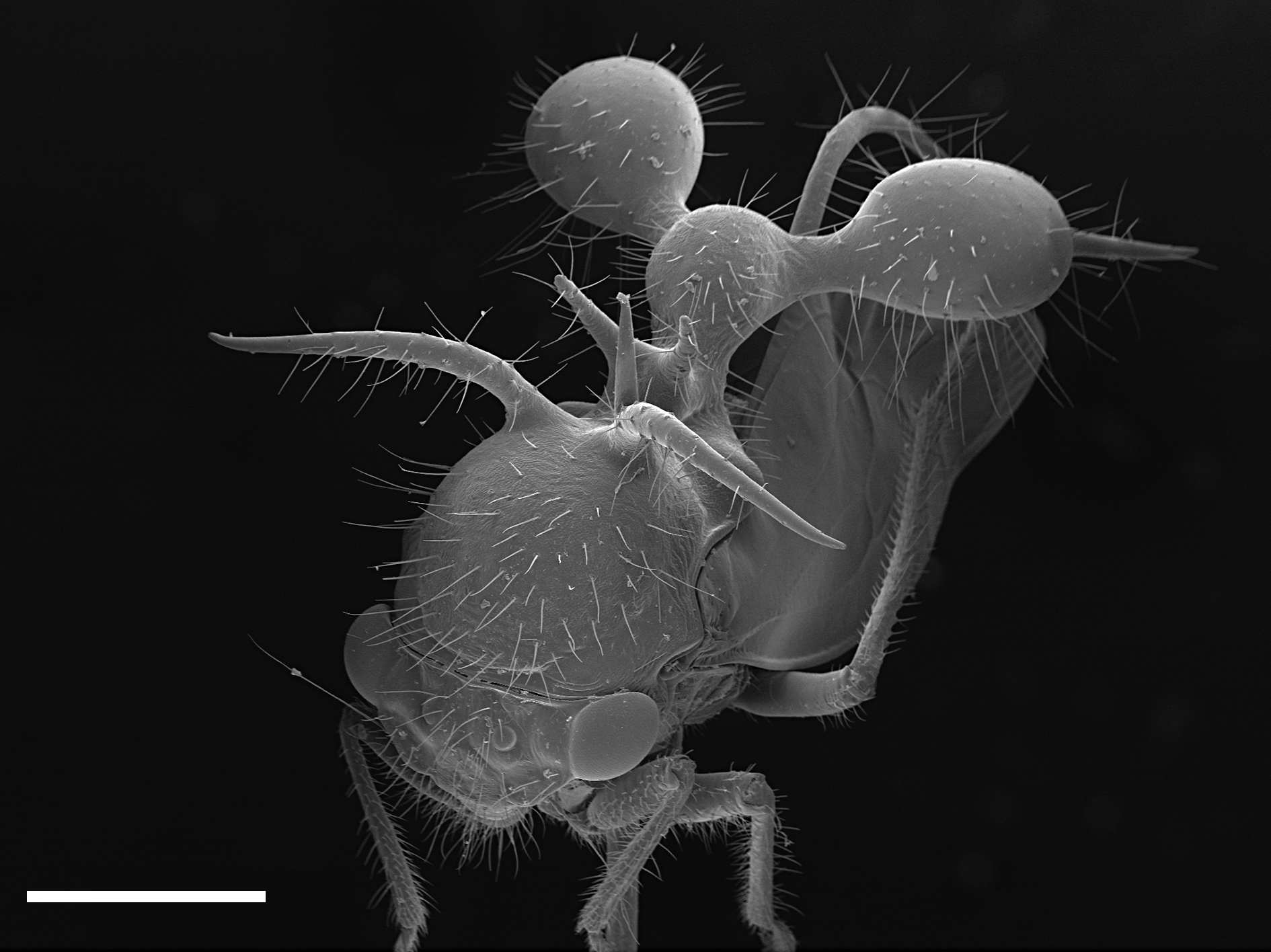
Cyphonia clavata
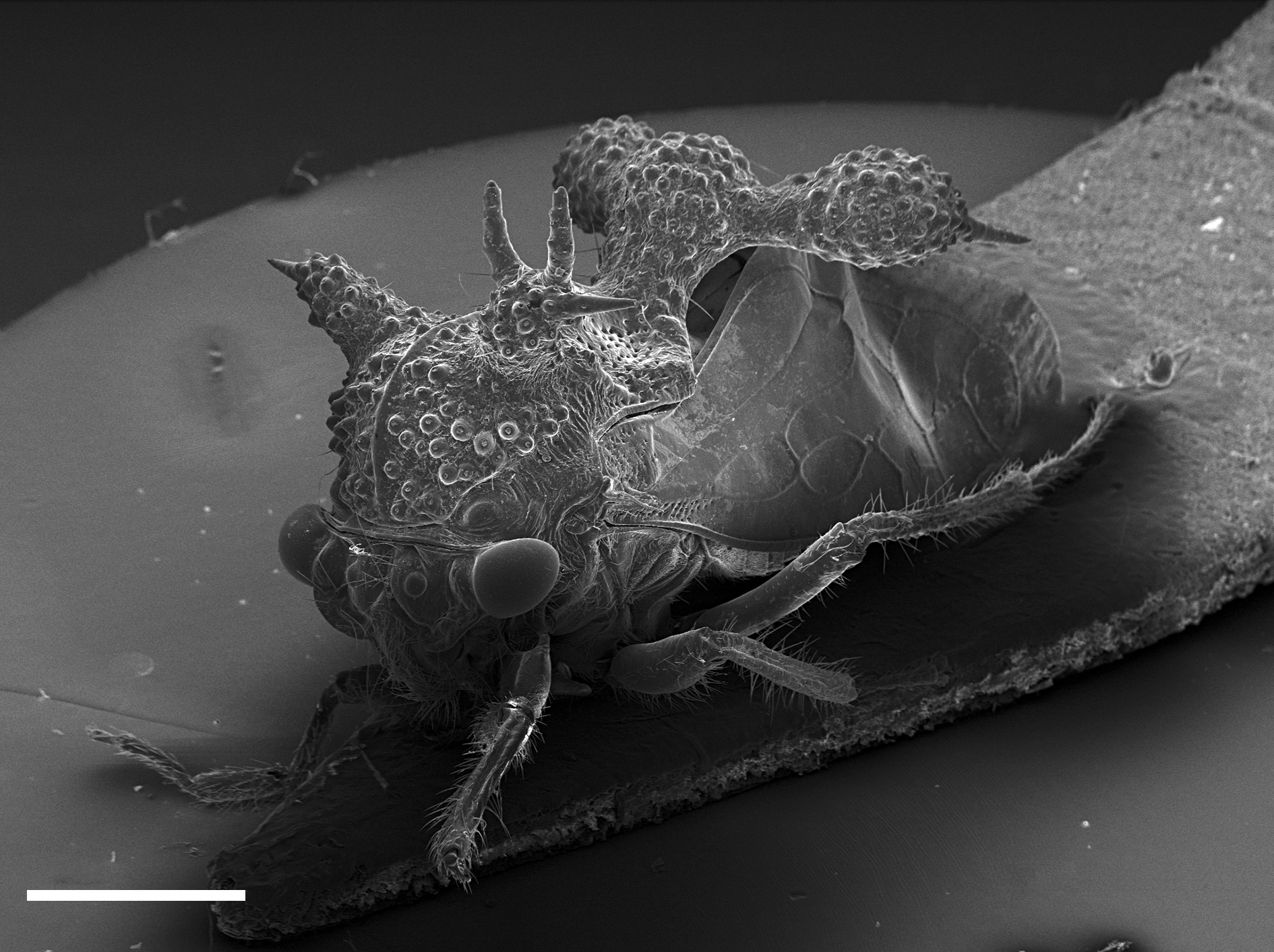
Cyphonia clavigera
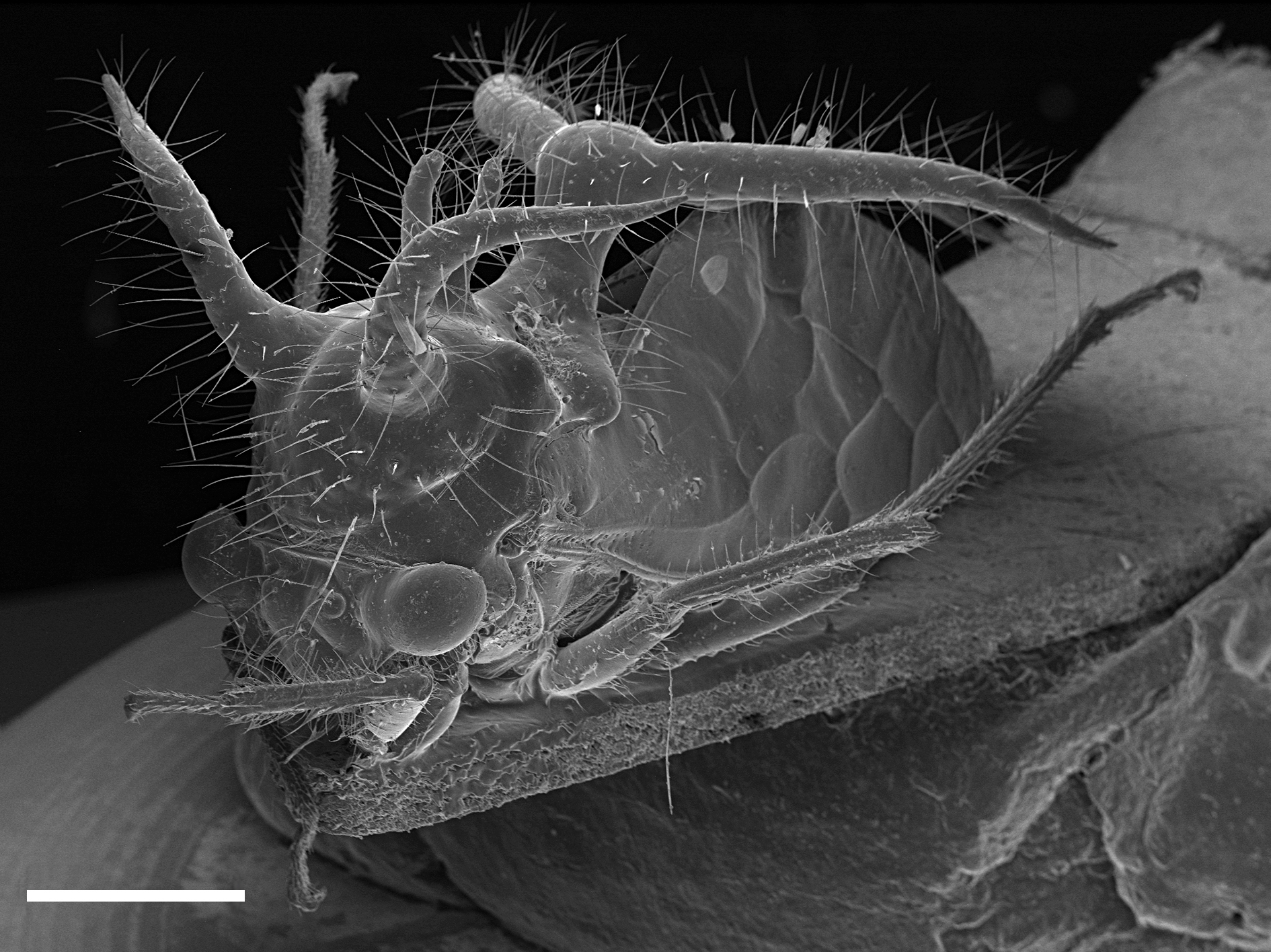
Cyphonia longispina
Cyphonia trifida

## Классификация
Около 30 видов
- Cyphonia ancoralis Berg, 1883
- Cyphonia andina Sakakibara, 2008[9]
- Cyphonia braccata  Germar
- Cyphonia capra  Burmeister
- Cyphonia clavata  Fabricius, 1787
- Cyphonia claviger  Fabricius
- Cyphonia colenophora  Berg
- Cyphonia digitata  Sakakibara, 1968
- Cyphonia flava  Burmeister
- Cyphonia flavomaculata  Sakakibara, 1968
- Cyphonia flavovittata  Stål
- Cyphonia furcata  Walker, 1851
- Cyphonia guyanensis  Sakakibara, 1972
- Cyphonia hirta  Germar
- Cyphonia horizontalis  Sakakibara, 1968
- Cyphonia intermedia  Sakakibara, 1968
- Cyphonia lenkoi  Sakakibara, 1968
- Cyphonia leptostyla  Sakakibara, 1968
- Cyphonia longispina  Sakakibara, 1968
- Cyphonia longistyla  Sakakibara, 1972
- Cyphonia nordestina  Sakakibara, 1968
- Cyphonia polita  Sakakibara
- Cyphonia punctipennis  Sakakibara, 1968
- Cyphonia pygmaea  Sakakibara, 1968
- Cyphonia rostrata  Sakakibara, 1972
- Cyphonia sakakibarai  Mckamey, 2017[10]
- Cyphonia scabra  Sakakibara, 1968
- Cyphonia sinuata  Sakakibara, 1968
- Cyphonia trifida  Fabricius
- Cyphonia weyrauchi  Richter, 1958